# Pneumocystis
Pneumocystis ist eine systematisch recht isoliert stehende Gattung der Schlauchpilze, die alleine die Klasse Pneumocystidomycetes bildet. Die Arten leben als extrazelluläre Parasiten in Lungen von Säugetieren.

## Merkmale
Pneumocystis bildet weder ein Myzel noch ein Askokarp. Die vegetativen Zellen sind dünnwandig, von unregelmäßiger Form und vermehren sich durch einfache Zellteilung.
Die geschlechtliche Vermehrung wird durch die Verschmelzung zweier vegetativer Zellen eingeleitet. Darauf folgt die Karyogamie und die Bildung einer Zysten-Wand. Durch Meiose und bei manchen Arten eine Mitose entstehen vier oder acht Ascosporen, die durch die Zyste (Ascus) begrenzt werden. Die Zystenwand springt auf und entlässt die Ascosporen.

## Systematik
Die Gattung bildet eine eigene Klasse innerhalb der Taphrinomycotina.
Es gibt mindestens fünf Arten:
- Pneumocystis carinii
- Pneumocystis jirovecii
- Pneumocystis murina
- Pneumocystis oryctolagi
- Pneumocystis wakefieldiae